# Хо, Чед
Чед Хо (англ. Chad Ho, род. 21 июня 1990 года, Йоханнесбург) — южноафриканский пловец, специалист в плавании на открытой воде. Считается одним из самых быстрых профессиональных пловцов на открытой воде, после того как выиграл Чемпионат мира по плаванию на 10 километрах открытой воды в 2010 году. Также в настоящее время семикратный обладатель титула Мидмарской мили (плавательная гонка, которая проводится ежегодно в феврале на Мидмаре). Чемпион мира в 2015 году на дистанции в 5 километров.

## Карьера

### Летние Олимпийские игры 2008
Хо получил право выступать на летних Олимпийских играх 2008 года в Пекине, после того как занял четвёртое место в 10 километровой олимпийской квалификации в олимпийском аквапарке Шуньи. Этот олимпийский заплыв был первым в истории марафон в 10 км на открытой воде. Хо плыл против 25 других конкурентов, в том числе таких как Петр Стойчев из Болгарии и Томас Лурц из Германии. Чед закончил гонку на девятом месте, со временем 1:52:13.1, отстав на двадцать одну секунду от победителя Мартена Ван дер Вейден из Нидерландов.

### После Олимпиады
На чемпионате мира по водным видам спорта 2009 в Риме Хо стал первым южноафриканцем, который выиграл медаль на открытой воде, взяв бронзу в 5 километровом марафоне со временем 56:41.9. Он также проплыл двадцать третьим в 10 км марафоне, со временем 1:53:13.1, ровно столько же как и на Олимпийских играх. В следующем году он стал чемпионом мира по плаванию на 10 километрах открытой воды, достигнув верхней позиции во всех восьми этапах.
В 2011 году Хо занял второе место в 5 километровом марафоне, а также поделил своё чемпионство с Тройденом Принслу в 10 км на национальном чемпионате по водным видам спорта в Джеффрис-Бей. После его дальнейшего успеха на национальных чемпионатах, Хо квалифицированы на 10 километровый марафон на чемпионат мира по водным видам спорта 2011 в Шанхае. Закончил гонку на двадцатом месте, со временем 1:54:58,6.
В 2012 году Хо было предложено в выступлении на летних Олимпийских играх в Лондоне, участвуя в квалификационном олимпийском марафоне, состоявшимся в Сетубале. Он выступал против 61 пловца, включая Стойчева, Дэвида Дэвиса из Великобритании, и Усама Меллули из Туниса, который ранее выигрывал олимпийскую золотую медаль. Но, однако, смог отобраться на вторую Олимпиаду, после завершения на двенадцатом месте, со временем 1:46:.29.4.
В 2015 году Хо выиграл золото на чемпионате мира по водным видам спорта в Казани на дистанции 5 километров на открытой воде за время 55:17.6. С таким же временем финишировал немец Роб Муффельс, но фотофиниш показал, что южноафриканский пловец выиграл касание. Плавание на открытой воде не спонсируется в ЮАР и Хо использовал краудфандинг, чтобы собрать средства, необходимые, чтобы конкурировать.

### Летние Олимпийские игры 2016
Хо получил право выступать на летних Олимпийских играх 2016 года в Рио-де-Жанейро. 16 августа возле Форта Копакабана состоялся заплыв и южноафриканец занял 10-е место среди 25 спортсменов, уступив 5 секунд нидерландскому пловцу Ферри Виртману, который приплыл первым за 1:52:29.8 и завоевал золотую медаль